# Fascista
Fascista is een geslacht van vlinders van de familie tastermotten (Gelechiidae).

## Soorten
- F. bimaculella (Chambers, 1872)
- F. cercerisella (Chambers, 1872)
- F. quinella (Zeller, 1873)